# Adamellit
Adamellit (inaczej granit monzonitowy) – kwaśna skała głębinowa, jedna z odmian granitu.
Skład: biotyt, hornblenda, kwarc, mika, niekiedy złoto, plagioklaz, skaleń potasowy, rzadziej też piroksen.
Występuje w postaci rozległych masywów lub drobnych intruzji. W Polsce można go znaleźć w masywach granitowych na Dolnym Śląsku (m.in. w Karkonoszach, Strzelinie, Strzegomiu). Ma zastosowanie w kamieniarstwie.
Kolor owej skały może być brązowy, pomarańczowy, czarny, szary, beżowy.